# Državni simbol
Državni simbol je simbol, ki predstavlja določeno državo. Vsaka država ima vsaj 3 simbole: grb, zastavo ter himno. Nekatere imajo tudi svoje nacionalno geslo.